# Fares Mekhalfi
Fares Mekhalfi (en arabe : فارس مخالفي) est un footballeur algérien né le 26 février 1979 à Sétif. Il évoluait au poste d'arrière droit.

## Biographie
Il évolue en première division algérienne avec son club formateur, l'ES Sétif et le CR Belouizdad.

## Palmarès
MSP Batna
- Championnat d'Algérie D2 :
  - Vice-champion : 2007-08.